# Mandato britannico della Palestina
Il Mandato britannico della Palestina, detto anche Palestina mandataria (in inglese Mandatory Palestine; in arabo الانتداب البريطاني على فلسطين‎?, Filasṭīn al-Intidābiyah; in ebraico המנדט הבריטי על פלשתינה (א״י)‎?, haMandát haBríti ʿal Palestína (E.Y.), dove "E.Y." significa Erétz Yisra'él) , fu un territorio governato dall'Impero britannico tra il 1920 e il 1948 nella regione storica del Levante. Fu istituito dalla Società delle Nazioni dopo la sconfitta dell'Impero ottomano nella Grande Guerra.

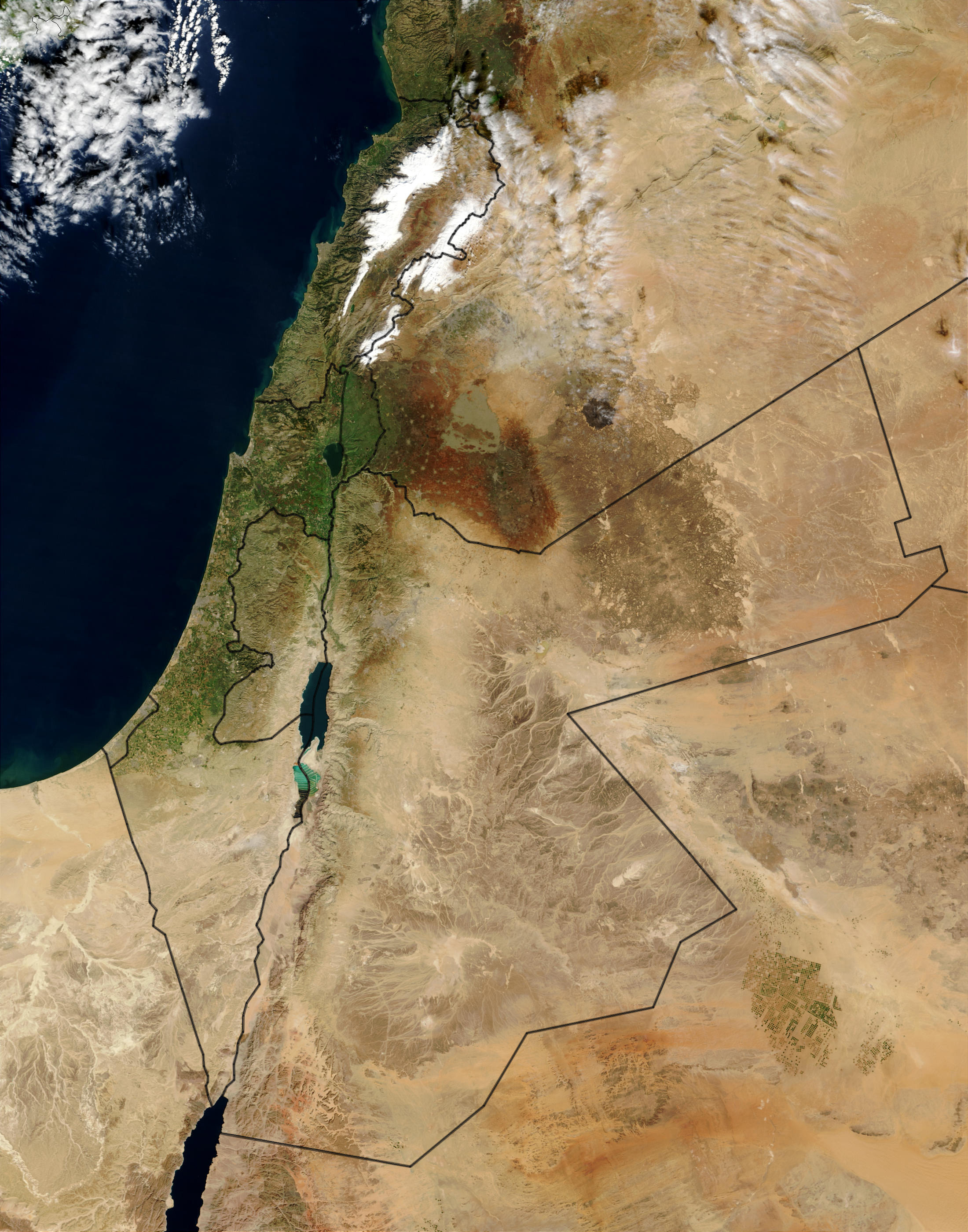
La regione del mandato britannico vista dal satellite, con indicati gli attuali confini nazionali

## Storia

### La situazione alla fine della "Grande Guerra"
L'Impero ottomano si era schierato, durante la grande guerra, con gli Imperi centrali (Impero tedesco, Impero austro-ungarico e Regno di Bulgaria) e con essi, a seguito della campagna di Mesopotamia, era stato pesantemente sconfitto.
Nel primo dopoguerra nella zona della "Mezzaluna fertile" quasi tutti i Paesi nominalmente governati dagli ottomani erano in realtà già da qualche tempo sottoposti a protettorato da parte della Francia e del Regno Unito, coerentemente con quanto questi avevano preventivamente deciso, a guerra ancora in corso, con l'accordo Sykes-Picot (1916), inizialmente mantenuto segreto. Gli Stati arabi rispecchiavano nella loro forma istituzionale l'ordinamento delle potenze che li controllavano: repubbliche dal lato francese e regni dal lato britannico. Il Libano e la Siria furono posti sotto mandato francese, la Palestina, la Transgiordania e l'Iraq sotto quello britannico. L'Egitto divenne indipendente il 28 febbraio 1922.
L'intento espresso del mandato della Società delle Nazioni era quello di aiutare quelle popolazioni delle colonie degli imperi sconfitti nella prima guerra mondiale considerate incapaci di autogovernarsi, a sviluppare i loro organismi istituzionali, in previsione di un ritiro da parte delle potenze coloniali, considerate "progredite", dalle aree loro affidate.

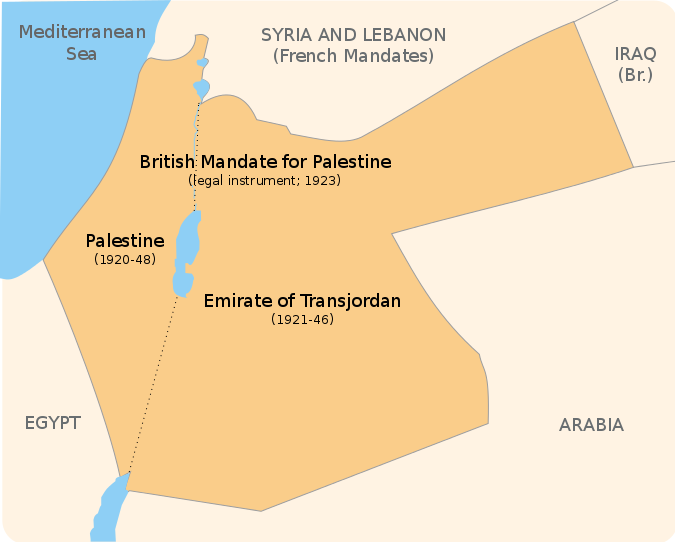
L'area del mandato britannico

### La costituzione del mandato britannico
Con gli accordi presi fra il leader hascemita higiazeno, al-Husayn ibn ʿAlī, sceriffo della Mecca, e Sir Henry McMahon, alto commissario britannico al Cairo, nel 1915/16, i britannici avevano promesso parte del territorio dell'Impero ottomano agli arabi per realizzarvi un paese indipendente, come contropartita per l'aiuto prestato dalla rivolta araba nella lotta contro l'Impero turco-ottomano. Il territorio promesso non era chiaramente definito e venivano esclusi territori presenti in "parti della Siria che si estendono a ovest del distretto di Damasco, Homs, Hama e Aleppo" in quanto "non possono dirsi puramente arabi". Non vi era menzione della Palestina nei territori esclusi, fatto che fece ritenere alla parte Araba che questa sarebbe stata inclusa tra i territori compresi nel loro stato.
Circa un anno dopo, nel 1917 i britannici stipularono un accordo con i rappresentanti del movimento sionista, con la lettera ufficiale scritta dall'allora ministro degli esteri inglese Arthur Balfour a Lord Rothschild, in cui si prometteva agli ebrei un "focolare nazionale" (National Home) in Palestina:
(Lord Arthur J. Balfour, 1917)
La lettera, passata alla storia come la dichiarazione Balfour, verrà poi citata ed incorporata in diversi degli accordi che videro la nascita della Palestina mandataria sotto il controllo britannico, che confermarono la volontà di condividere questa dichiarazione di intenti.
La pubblicazione della dichiarazione, unita alla scoperta degli ancora precedenti accordi segreti tra Francia e Impero britannico per la spartizione delle aree, causò un rapido degrado nei rapporti diplomatici tra quest'ultimo e il Regno hascemita dell'Hegiaz, che per protesta non ratificò il trattato di Versailles.
Nel 1921 Winston Churchill, all'epoca ministro alle colonie britannico, affidò la porzione orientale, la Transgiordania, all'emiro ʿAbd Allāh, figlio di al-Husayn, capo della rivolta araba. Il nuovo re avrebbe però dovuto rendere conto delle proprie decisioni ad un commissario britannico.

### Mandato per la Palestina da parte delle Società delle Nazioni
Il Mandato britannico per Palestina, emesso dalla Società delle Nazioni nel 1922, affermava nel suo preambolo:
(The Council of the League of Nations,   The Palestine Mandate)
Il suo articolo 2 indicava al mandatario, ossia al governo britannico:
(The Council of the League of Nations,   The Palestine Mandate)
Nel periodo del mandato l'immigrazione ebraica nella zona subì una netta accelerazione, mentre l'Agenzia ebraica operò alacremente per l'acquisto di terreni in cui insediare i nuovi coloni. Il risultato fu quello di portare la popolazione ebraica in Palestina dalle 83.000 unità del 1915, alle 84.000 unità del 1922 (a fronte dei 486.000 arabi musulmani e 71.000 arabi cristiani), alle 175.000 del 1931, alle 474.000 unità nel 1941, ai 608.000 alla fine del 1946 (a fronte di 1.077.000 arabi musulmani e 145.000 arabi cristiani), dopo la fine della seconda guerra mondiale.
La forte immigrazione, in una terra dalle risorse limitate, unita ad un incremento della disoccupazione tra la popolazione araba (dovuto - secondo fonti arabe - principalmente alle politiche di assegnazione di numerose terre fertili ai coloni ebrei, spesso effettuata con vincoli che non permettevano l'ulteriore affitto o anche la semplice lavorazione da parte di non-ebrei), portarono a numerosi scontri tra la maggioranza araba e i coloni, scontri che colpirono anche insediamenti ebraici preesistenti rispetto all'ondata migratoria di quegli anni.

### I moti degli anni '20
Negli anni '20 si ebbero una serie di sollevazioni e rivolte come i moti dell'aprile 1920 e maggio 1921 e soprattutto dei moti dell'agosto 1929, durante i quali fu massacrata ed espulsa la secolare comunità ebraica in quello che è noto come massacro di Hebron.
Alla fine di tali sollevazioni la commissione britannica presieduta da sir Walter Russell Shaw aveva fortemente condannato gli attacchi iniziali della popolazione araba contro i coloni ebraici e le loro proprietà, giustificando le rappresaglie da parte dei coloni ebrei contro gli insediamenti arabi come una "legittima difesa" dagli attacchi subiti, ma aveva anche individuato nel timore della creazione di uno stato ebraico il motivo scatenante della rivolta.

### La grande rivolta araba e la commissione Peel
Nel 1930 la commissione Hope Simpson, nata sulla scia delle conclusioni della commissione Shaw, rilevò ufficialmente i problemi di carenza delle risorse e di elevata disoccupazione tra la popolazione araba e i conseguenti rischi per la stabilità della regione nel caso di un loro aggravarsi, sostenendo anche che, dati i sistemi di coltura dei coloni e tradizionali della popolazione araba, non vi erano più terre fertili disponibili da assegnare ai nuovi coloni.
La situazione precipitò nuovamente a metà degli anni 1930, dopo uno sciopero generale di sei mesi indetto dal Comitato supremo arabo, che chiedeva la fine del mandato e dell'immigrazione ebraica,e che diede il via a tre anni di guerra civile, conosciuta col nome di grande rivolta araba. Alla fine della rivolta, nel marzo del 1939, i caduti arabi assommavano a 5.000, quelli ebraici a 400 e quelli britannici a 200; più di 120 arabi furono condannati a morte e circa 40 impiccati e i principali capi arabi furono arrestati o espulsi.
A questi scontri parteciparono anche diversi gruppi sionisti, i primi dei quali erano nati a partire dagli scontri degli anni venti (per proteggere gli insediamenti dei coloni), che col tempo si erano organizzati in strutture militari, come l'Haganah e il Palmach, e paramilitari, quali l'Irgun e la "Banda Stern" alcuni dei quali agli scopi originali avevano affiancato il sostegno dell'immigrazione clandestina e anche gli attacchi diretti contro la popolazione araba e i diplomatici britannici; in particolare, l'Irgun sferrò una serie di attacchi causando diverse centinaia di morti tra la popolazione.

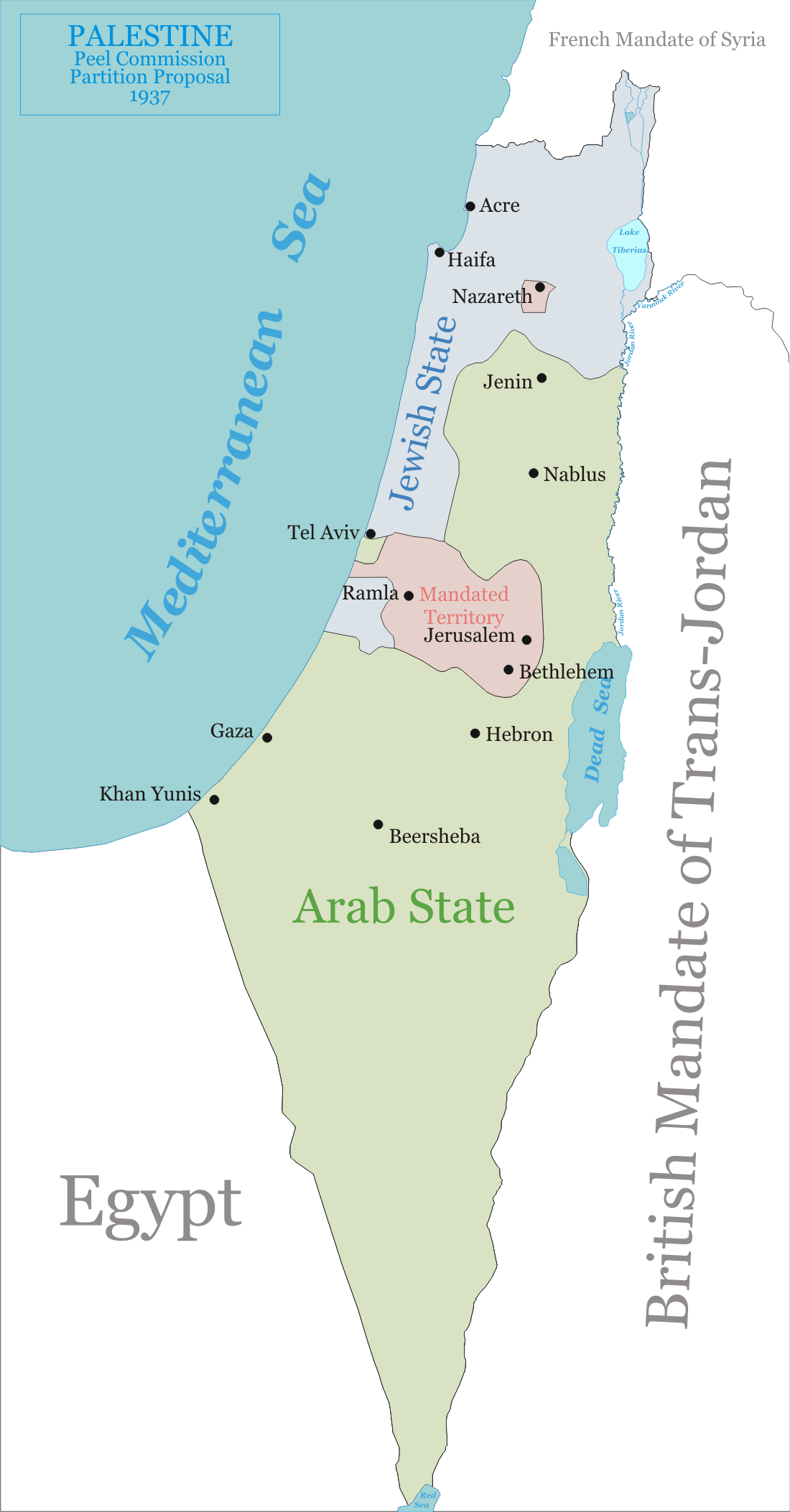
Il piano di spartizione suggerito dalla commissione Peel nel 1937

Verso la fine degli anni trenta, dopo la grande rivolta araba e alcuni falliti tentativi di divisione della Palestina in due stati, sollecitata dalle conclusioni della commissione Peel, le autorità britanniche cominciarono a negare al sionismo parte di quell'appoggio politico che aveva garantito a partire dalla dichiarazione di Balfour, producendo il "libro bianco del 1939", con cui venivano posti dei limiti all'immigrazione (che nelle intenzioni britanniche sarebbe dovuta proseguire solo per altri cinque anni e per un massimo di 75.000 immigranti), si consideravano esauriti gli impegni presi con la dichiarazione di Balfour del 1917 e si prevedeva la creazione di un unico stato misto arabo-ebraico entro 10 anni. Nonostante il libro bianco non prevedesse uno stato ebraico, le autorità arabe lo rifiutarono, ritenendolo comunque insufficiente e chiedendo il blocco completo dell'immigrazione ebraica. Posizione più dura contro il provvedimento fu ovviamente presa dai coloni e dagli esponenti dei gruppi ebraici, che per via della guerra in Europa aumentarono i loro sforzi nel favorire l'immigrazione clandestina; Ben-Gurion, al successivo scoppio della guerra mondiale, relativamente alla collaborazione tra l'Haganah e i soldati britannici dichiarò: «Dobbiamo combattere il Libro Bianco come se la guerra non ci fosse, e la guerra come se non ci fosse il Libro Bianco» ("We shall fight the White Paper as if there were no war, and the war as if there were no White Paper").

### La seconda guerra mondiale
Con l'arrivo della seconda guerra mondiale i coloni ebrei e i vari gruppi più o meno legali che si erano creati si schierarono con gli Alleati (con l'esclusione del gruppo della Banda Stern, nata da una scissione dell'Irgun, che cercò, senza successo, per due volte un accordo con la Germania in chiave anti-britannica) mentre molti gruppi arabi guardarono con interesse l'Asse, nella speranza che una sua vittoria servisse a liberarli dalla presenza britannica. Il muftī di Gerusalemme Amin al-Husayni incontrò Hitler e si prodigò per il reclutamento di musulmani nelle formazioni delle Waffen-SS internazionali.
Le tensioni in zona si aggravarono enormemente quando si rivelò nella sua pienezza l'enormità dell'Olocausto. In Regno Unito i laburisti erano favorevoli a uno stato ebraico, soprattutto per l'aiuto che le organizzazioni sioniste diedero agli alleati durante lo sforzo bellico, ma altri non furono d'accordo: il ministro degli esteri britannico era convinto che avrebbero dovuto essere favorevoli agli arabi - secondo alcuni per interessi petroliferi - piuttosto che agli ebrei e vi era anche l'opinione che una continua presenza britannica in Palestina avrebbe fornito un avamposto strategico per il Vicino Oriente.

### Il dopoguerra e il piano di spartizione dell'ONU

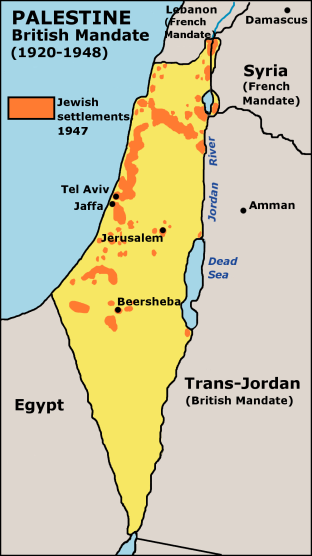
Distribuzione degli insediamenti ebraici in Palestina nel 1947

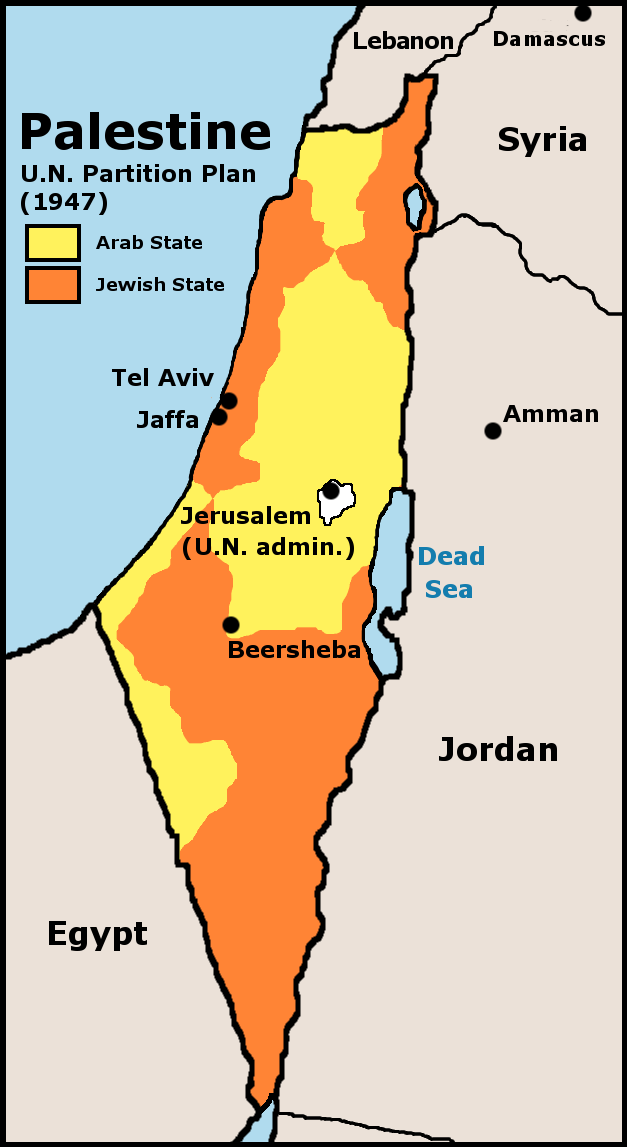
La spartizione del territorio secondo la risoluzione dell'ONU

La questione fu posta sotto l'egida dell'Assemblea generale delle Nazioni Unite, che il 13 maggio 1947 decise di costituire un "Comitato speciale per la Palestina" (UNSCOP, United Nations Special Committee on Palestine) comprendente 11 nazioni (Canada, Cecoslovacchia, Guatemala, Paesi Bassi, Perù, Svezia, Uruguay, India, Iran, Repubblica Socialista Federale di Jugoslavia, Australia) da cui erano escluse le nazioni "maggiori", per permettere una maggiore neutralità di giudizio.
Dopo aver studiato il caso e prodotto una relazione sulla situazione in Palestina vennero votate due proposte, sette dei membri dell'UNSCOP (Canada, Cecoslovacchia, Guatemala, Paesi Bassi, Perù, Svezia, Uruguay) votarono a favore di una soluzione con due Stati divisi e Gerusalemme sotto controllo internazionale (spartizione che era già stata proposta più volte senza successo dalle autorità britanniche durante la rivolta araba del triennio 1936-39), tre per un unico stato federale (India, Iran, Repubblica Socialista Federale di Jugoslavia), ed uno si astenne (Australia).
Nella sua relazione l'UNSCOP si pose il problema di come accontentare entrambe le fazioni, giungendo alla conclusione che era "manifestamente impossibile", ma che era anche "indifendibile" accettare di appoggiare solo una delle due posizioni:
(United Nations Special Committee on Palestine, Recommendations to the General Assembly, A/364, 3 September 1947)
L'UNSCOP raccomandò anche che i britannici cessassero il prima possibile il loro controllo sulla zona, sia per cercare di ridurre gli scontri tra la popolazione di entrambe le etnie e le forze britanniche, sia per cercare di porre fine alle numerose azioni terroristiche portate avanti dai gruppi ebraici, che avevano raggiunto il culmine l'anno precedente con i 91 morti causati dall'attentato dinamitardo condotto dall'Irgun e dalla Banda Stern contro il King David Hotel, Quartier Generale dell'amministrazione britannica del Mandato.
Nel decidere su come spartire il territorio l'UNSCOP considerò, per evitare possibili rappresaglie da parte della popolazione araba nei confronti degli insediamenti ebraici, la necessità di radunare sotto il futuro stato ebraico tutte le zone dove i coloni erano presenti in numero significativo (seppur spesso in netta minoranza), a cui venivano aggiunte diverse zone disabitate (per la maggior parte desertiche, come il deserto del Negev) in previsione di una massiccia immigrazione dall'Europa, una volta abolite le limitazioni imposte dal governo britannico nel 1939 con il libro bianco, per un totale del 56% del territorio assegnato al futuro stato ebraico.
La situazione sarebbe dunque stata:
| Territorio                     | Popolazione araba | Popolazione araba/Totale (in %) | Popolazione ebraica | Popolazione ebrea/Totale (in %) | Popolazione totale |
| ------------------------------ | ----------------- | ------------------------------- | ------------------- | ------------------------------- | ------------------ |
| Stato arabo                    | 725.000           | 99%                             | 10.000              | 1%                              | 735.000            |
| Stato ebraico                  | 407.000           | 45%                             | 498.000             | 55%                             | 905.000            |
| Zona internazionale            | 105.000           | 51%                             | 100.000             | 49%                             | 205.000            |
| Totale                         | 1.237.000         | 67%                             | 608.000             | 33%                             | 1.845.000          |
| Fonte: Report of UNSCOP - 1947 |                   |                                 |                     |                                 |                    |

(oltre a questo era presente una popolazione beduina di 90.000 persone nel deserto del Negev, in territorio ebraico).
Il 29 novembre le Nazioni Unite decisero (con la risoluzione 181), con il voto favorevole di 33 nazioni, quello contrario di 13 (tra cui gli Stati arabi) e l'astensione di 10 nazioni (tra cui lo stesso Regno Unito, che rifiutò apertamente di seguire le raccomandazioni del piano, ritenendo che si sarebbe rivelato inaccettabile sia per gli ebrei che per gli arabi), la spartizione della Palestina in due stati, uno arabo e uno ebraico, il controllo dell'ONU su Gerusalemme e chiesero la fine del mandato britannico il prima possibile e comunque non oltre il 1º agosto 1948.
Le reazioni alla risoluzione dell'ONU furono diversificate: la maggior parte dei gruppi ebraici, come l'Agenzia ebraica, l'accettò, pur lamentando la non continuità territoriale tra le varie aree assegnate allo stato ebraico. Gruppi più estremisti, come l'Irgun e la Banda Stern, la rifiutarono, essendo contrari alla presenza di uno Stato arabo in quella che era considerata "la Grande Israele" e al controllo internazionale di Gerusalemme.
Menachem Begin, comandante dell'Irgun, futuro fondatore del Likud e futuro primo ministro di Israele, dichiarò a proposito del piano di spartizione del territorio:
(Dichiarazioni di Menachem Begin sul piano di spartizione dell'ONU)
Tra i gruppi arabi la proposta fu rifiutata, ma con diverse motivazioni, alcuni negavano totalmente la possibilità della creazione di uno stato ebraico, altri criticavano la spartizione del territorio come era stata decisa dall'UNSCOP, in quanto ritenevano che quelli assegnati alla popolazione araba, per la loro posizione e i loro confini, avrebbero limitato i contatti con le altre nazioni, oltre al fatto che lo Stato arabo non avrebbe avuto sbocchi sul Mar Rosso e sul Mar di Galilea (quest'ultimo la principale risorsa idrica della zona) e che gli sarebbe stato assegnato solo un terzo della costa mediterranea; altri ancora erano contrari per via del fatto che a quella che per ora era una minoranza ebraica (circa un terzo della popolazione totale) fosse assegnata la maggioranza del territorio (anche se la commissione dell'ONU aveva preso quella decisione anche in virtù della prevedibile immigrazione di massa dall'Europa dei reduci delle persecuzioni della Germania nazista). Le nazioni arabe, contrarie alla suddivisione del territorio e alla creazione di uno Stato ebraico, fecero ricorso alla Corte internazionale di giustizia, sostenendo la non competenza dell'assemblea delle Nazioni Unite nel decidere la ripartizione di un territorio andando contro la volontà della maggioranza (araba) dei suoi residenti, ma il ricorso fu respinto.
Il 15 maggio 1948, alla vigilia della fine del mandato, il Consiglio Nazionale Sionista, riunito a Tel Aviv, dichiarò costituito nella terra storica di Israele lo Stato ebraico, col nome di Medinat Yisrael. Gli arabi palestinesi non proclamarono il proprio Stato e gli Stati arabi iniziarono ufficialmente le ostilità contro Israele.

## Governo del mandato
Il territorio era amministrato da un Alto Commissario, affiancato da un consiglio esecutivo di tre membri e da un consiglio consultivo composto dai principali rappresentanti delle amministrazioni locali.
La popolazione araba si oppose invece alla formazione di un consiglio legislativo, originariamente concepito di 22 membri. Il consiglio legislativo, mai costituito, avrebbe dovuto essere composto da 10 funzionari e 12 membri eletti, di cui al massimo 3 cristiani e 2 ebrei.

### Amministratori britannici della Palestina
| Amministratore                     | Periodo   |
| ---------------------------------- | --------- |
| Edmund Allenby, I visconte Allenby | 1917–1918 |
| Arthur Wigram Money                | 1918–1919 |
| Louis Jean Bols                    | 1919–1920 |

### Alti commissari britannici per la Palestina
| Alto commissario               | Periodo                            |
| ------------------------------ | ---------------------------------- |
| Herbert Louis Samuel           | 1920–1925                          |
| Gilbert Falkingham Clayton     | maggio–dicembre 1925 (provvisorio) |
| Herbert Onslow Plumer          | 1925–1928                          |
| Harry Charles Luke             | 1928 (provvisorio)                 |
| John Chancellor                | 1928–1931                          |
| Mark Aitchison Young           | 1931–1932 (provvisorio)            |
| Arthur Grenfell Wauchope       | 1932–1937                          |
| William Denis Battershill      | 1937–1938 (provvisorio)            |
| Harold MacMichael              | 1938–1944                          |
| John Vereker, VI visconte Gort | 1944–1945                          |
| Alan Gordon Cunningham         | 1945–1948                          |

### Organi di rappresentanza degli ebrei
- Consiglio nazionale ebraico
- Assemblea dei rappresentanti

## Demografia
Nel 1920 la maggioranza della popolazione (circa 750.000 persone) era composta da musulmani di lingua araba, incluse le comunità di Beduini (stimati in 103.331 dal censimento del 1922 e concentrati nella zona di Beersheba e dintorni) e da ebrei (all'incirca l'11% del totale), oltre ad alcuni piccoli gruppi di drusi, siriani, sudanesi, circassi, egiziani, greci e arabi del Hijaz.
Nel 1922 il Regno Unito effettuò il primo censimento della regione da quando era stata posta sotto il suo controllo: la popolazione risultò di 752.048 persone, suddivisa in 589.177 musulmani, 83.790 ebrei, 71.464 cristiani e 7.617 abitanti appartenenti ad altri gruppi.
Un secondo (ed ultimo) censimento fu indetto nel 1931, in quell'anno la popolazione era cresciuta per arrivare a 1.036.339 di abitanti, di cui 761.922 musulmani (+29% rispetto al 1922), 175.138 ebrei (+109%), 89.134 cristiani (+25%) e 10.145 abitanti appartenenti ad altri gruppi (+33%).
Dopo quello del 1931 non ci furono altri censimenti, ma la stima della popolazione venne fatta tramite le statistiche su morti, nascite ed immigrazione (anche se quella illegale poteva essere stimata solo approssimativamente). Il Libro bianco del 1939, nell'introdurre restrizioni sull'immigrazione ebraica, dichiarava che la popolazione ebrea era salita a circa 450.000 abitanti, divenendo quasi un terzo della popolazione totale. Nel 1945 uno studio demografico rilevò una popolazione totale di 1.764.520 abitanti, di cui 1.061.270 musulmani, 553.600 ebrei, 135.550 cristiani e 14.100 abitanti appartenenti ad altri gruppi.
| Anno | Totale    | Musulmani       | Ebrei         | Cristiani    | Altri       |
| ---- | --------- | --------------- | ------------- | ------------ | ----------- |
| 1922 | 752.048   | 589.177 (78%)   | 83.790 (11%)  | 71.464 (10%) | 7.617 (1%)  |
| 1931 | 1.036.339 | 761.922 (74%)   | 175.138 (17%) | 89.134 (9%)  | 10.145 (1%) |
| 1945 | 1.764.520 | 1.061.270 (60%) | 553.600 (31%) | 135.550 (8%) | 14.100 (1%) |

### Per subdistretto
Vedi anche Subdistretti del Mandato britannico della Palestina
La seguente tabella mostra i dati demografici del 1945 relativi ai sedici subdistretti in cui era suddivisa l'area del mandato.
| Popolazione della Palestina nel 1945, suddivisione per distretti |           |             |             |             |           |             |           |
| Subdistretto                                                     | Musulmani | Percentuale | Ebrei       | Percentuale | Cristiani | Percentuale | Totale    |
| San Giovanni d'Acri                                              | 51.130    | 69%         | 3.030       | 4%          | 11.800    | 16%         | 73.600    |
| Beersheba                                                        | 6.270     | 90%         | 510         | 7%          | 210       | 3%          | 7.000     |
| Beisan                                                           | 16.660    | 67%         | 7.590       | 30%         | 680       | 3%          | 24.950    |
| Gaza                                                             | 145.700   | 97%         | 3.540       | 2%          | 1.300     | 1%          | 150.540   |
| Haifa                                                            | 95.970    | 38%         | 119.020     | 47%         | 33.710    | 13%         | 253.450   |
| Hebron                                                           | 92.640    | 99%         | 300         | <1%         | 170       | <1%         | 93.120    |
| Jaffa                                                            | 95.980    | 24%         | 295.160     | 72%         | 17.790    | 4%          | 409.290   |
| Jenin                                                            | 60.000    | 98%         | irrilevante | <1%         | 1.210     | 2%          | 61.210    |
| Gerusalemme                                                      | 104.460   | 42%         | 102.520     | 40%         | 46.130    | 18%         | 253.270   |
| Nablus                                                           | 92.810    | 98%         | irrilevante | <1%         | 1.560     | 2%          | 94.600    |
| Nazaret                                                          | 30.160    | 60%         | 7.980       | 16%         | 11.770    | 24%         | 49.910    |
| Ramallah                                                         | 40.520    | 83%         | irrilevante | <1%         | 8.410     | 17%         | 48.930    |
| Ramla                                                            | 95.590    | 71%         | 31.590      | 24%         | 5.840     | 4%          | 134.030   |
| Safad                                                            | 47.310    | 83%         | 7.170       | 13%         | 1.630     | 3%          | 56.970    |
| Tiberiade                                                        | 23.940    | 58%         | 13.640      | 33%         | 2.470     | 6%          | 41.470    |
| Tulkarm                                                          | 76.460    | 82%         | 16.180      | 17%         | 380       | 1%          | 93.220    |
| Totale                                                           | 1.076.780 | 58%         | 608.230     | 33%         | 145.060   | 9%          | 1.845.560 |
| Fonte: A Survey of Palestine                                     |           |             |             |             |           |             |           |

## Proprietà delle terre
Nel 1931 il territorio del Mandato Britannico in Palestina aveva un'estensione di 26.625,600 km², di cui 8.252,900 (circa un terzo) coltivabili.
I dati ufficiali mostrano come nel 1945 i coloni ebrei possedessero (sia privatamente sia collettivamente) 1.393,531 km² Le stime sul totale delle terre acquistate dagli ebrei alla proclamazione dello Stato di Israele sono difficili da ricavare, a causa di trasferimenti di terreni illegali o non registrati, oltre che per la mancanza di dati sulle concessioni ottenute dall'amministrazione palestinese dopo il 31 marzo 1936. Secondo Arieh L. Avneri, gli ebrei possedevano 1.850 km² di terreno nel 1947, secondo Stein possedevano 2.000 km² nel maggio 1948.

### Per distretto
La seguente tabella mostra la spartizione del territorio nel 1945 per distretto.
| Land ownership of Palestine by district as of 1945      |                       |                       |                     |
| Distretto                                               | Posseduto dagli arabi | Posseduto dagli ebrei | Pubblico e di altri |
| San Giovanni d'Acri                                     | 87%                   | 3%                    | 10%                 |
| Beersheba                                               | 15%                   | <1%                   | 85%                 |
| Beisan                                                  | 44%                   | 34%                   | 22%                 |
| Gaza                                                    | 75%                   | 4%                    | 21%                 |
| Haifa                                                   | 42%                   | 35%                   | 23%                 |
| Hebron                                                  | 96%                   | <1%                   | 4%                  |
| Jaffa                                                   | 47%                   | 39%                   | 14%                 |
| Jenin                                                   | 84%                   | <1%                   | 16%                 |
| Gerusalemme                                             | 84%                   | 2%                    | 14%                 |
| Nablus                                                  | 87%                   | <1%                   | 13%                 |
| Nazaret                                                 | 52%                   | 28%                   | 20%                 |
| Ramallah                                                | 99%                   | <1%                   | 1%                  |
| Ramla                                                   | 77%                   | 14%                   | 9%                  |
| Safad                                                   | 68%                   | 18%                   | 14%                 |
| Tiberiade                                               | 51%                   | 38%                   | 11%                 |
| Tulkarm                                                 | 78%                   | 17%                   | 5%                  |
| Dati dal Land Ownership of Palestine, sul sito dell'ONU |                       |                       |                     |

### Per tipologia di terreno
Le terre possedute dagli ebrei e arabi possono essere suddivise in urbane, rurali, coltivabili e non coltivabili: la seguente tabella mostra i possedimenti di arabi ed ebrei in ognuna di queste tipologie di terreno.
| Possesso del territorio in Palestina (in dunum) il 1º aprile 1943 |                         |           |                |
| Tipologia                                                         | Arabi e altri non-ebrei | Ebrei     | Totale terreno |
| Urbano                                                            | 76.662                  | 70.111    | 146.773        |
| Rurale                                                            | 36.851                  | 42.330    | 79.181         |
| Cereali (tassabili)                                               | 5.503.183               | 814.102   | 6.317.285      |
| Cereali (non tassabili)                                           | 900.294                 | 51.049    | 951.343        |
| Piantagione                                                       | 1.079.788               | 95.514    | 1.175.302      |
| Citrus                                                            | 145.572                 | 141.188   | 286.760        |
| Banane                                                            | 2.300                   | 1.430     | 3.730          |
| Non coltivabile                                                   | 16.925.805              | 298.523   | 17.224.328     |
| Totale                                                            | 24.670.455              | 1.514.247 | 26.184.702     |
| Fonte: A Survey of Palestine                                      |                         |           |                |

## Economia
Fulcro dell'economia locale era l'agricoltura, concentrata soprattutto lungo la costa mediterranea. Particolarmente importante era la produzione di agrumi (primo posto nell'esportazione) e la coltivazione di ulivi, mandorli e cereali (specialmente frumento e orzo), mentre nelle zone collinari era diffusa la vite (specialmente nelle colonie ebraiche di Giaffa e Gerusalemme, e nella pianura di Saron).
L'allevamento riguardava principalmente ovini, caprini, bovini da latte (questi ultimi diffusi soprattutto nelle zone a maggioranza ebraica dotate di sistemi di irrigazione), asini, cavalli, cammelli, polli e api. Alcune latterie moderne producevano burro e formaggio, relativamente diffuso era l'export di uova e miele.
La povertà del sottosuolo era compensata dalla importazione di petrolio iracheno (trattato da centrali termoelettriche a Caifa, Giaffa, Gerusalemme e Tiberiade) e dalla produzione locale di energia idroelettrica lungo il corso del fiume Giordano. A Gaza era diffusa l'estrazione di zolfo.
L'industria era di recente creazione, ma limitata perlopiù a dimensioni artigianali. Centro industriale del territorio era Caifa, che ospitava industrie petrolifere, cementifici, saponifici e industrie molitorie. Tel Aviv era invece il fulcro dell'industria tessile, e vedeva inoltre la presenza di calzaturifici, aziende chimiche e alimentari (produzione di cioccolato). Particolarmente diffusa l'industria del tabacco.
I maggiori rapporti commerciali erano con Regno Unito, Stati Uniti, Germania, Siria e Romania.